# Kardosné Gyurkó Katalin
Kardosné Gyurkó Katalin (Budapest, 1978. augusztus 28. –) a Kulturális és Innovációs Minisztérium generációk közötti együttműködés segítéséért felelős miniszteri biztosa, 2016-2024 között a Nagycsaládosok Országos Egyesületének (NOE) elnöke, ezt megelőzően főtitkára. A Nagycsaládosok Érdi Egyesületének alapítója. 
Huszonöt éve él Érden családjával, férjével öt gyermekük van: Bendegúz, Luca, Benedek, Liza és István.

## Élete
Vecsésen nőtt fel. 1996-ban végzett a Vásárhelyi Pál Kereskedelmi Szakközépiskolában Budapesten, ahol az  érettségi mellé külkereskedelmi ügyintéző szakképesítést is szerzett. Ezt követően Tatabányán a Modern Üzleti Tudományok Főiskoláján, közgazdász vállalkozások menedzselése szakon tanult tovább 1996-2000 között. E tanulmányaival párhuzamosan elvégezte az Eötvös Loránd Tudományegyetemen szervezett Protokoll kurzusát (1997.)
2005-ben szerzett diplomát a Budapesti Corvinus Egyetemen, mint okleveles közgazdász (P81A074270).
Tanulmányait pályázatíró tréningek elvégzésével folytatta: 2007-ben a Közösségfejlesztők Egyesülete, 2008-ban a (NCA) – NOE szervezésében. 2008-2011 között Lakiteleken a Konrad Adenauer Közéleti Kollégium hallgatójaként ismerkedett a keresztény alapokon nyugvó közéleti szerepvállalással.
Az MTCI Egyesület szervezésében 2011-2012-ben Nők a civil életben képzésen vett részt. 2014-ben elvégezte a TCI szervezetfejlesztés, közösségépítés alapképzését.
Angol nyelvből külkereskedelmi szakmai középfokú állami C típusú nyelvvizsgával rendelkezik.
Első gyermeke megszületéséig a szállítmányozás területén dolgozott, majd  2009-től Érd Megyei Jogú Város Önkormányzatának ifjúsági referenseként. Később civil referens a Pest Megyei Önkormányzati Hivatalnál.
2006-2010 között az Ága-Boga Nagycsaládosok Érdi Egyesületének elnöki teendőit látta el; a Nagycsaládosok Országos Egyesületének (NOE) 2010-től volt főtitkára, s ezzel párhuzamosan 2012-2014 között a Varga Domokos Nagycsaládos Közéleti Kollégium vezetője volt Lakiteleken.
2016-ban a Nagycsaládosok Országos Egyesületének elnökévé választották, és 2024-ig töltötte be ezt a pozíciót.
2024-től a Kulturális és Innovációs Minisztérium Generációk közötti együttműködés segítéséért felelős miniszteri biztosa

## Tevékenység és díjak
Miniszteri biztosként feladatai közé tartozik, hogy közvetítsen a családi civil- és érdekképviseleti szervek és a kormányzati szervek között a családok és a nemzedékek közti együttműködés sajátos érdekeinek hatékonyabb érvényesítése érdekében. Tevékenysége egyszerre érinti a családügy, a demográfia, a civil szervezetek, az oktatás és a kultúra területét.
Munkája során szakmai észrevételeket tesz a társadalmi és civil kapcsolatok fejlesztése érdekében, közreműködik a népesedéspolitikával kapcsolatos szakmai feladatok ellátásában, kezdeményezi döntések meghozatalát, feladatok előkészítését, azok végrehajtásának ellenőrzését.
A Nagycsaládosok Országos Egyesületének (NOE) elnökeként érdekvédelmi, karitatív munkát végzett a tizenhatezer családot tömörítő egyesületben. Elnöksége ideje alatt stabilizálódtak, majd megerősödtek az egyesület pénzügyi alapjai, jelentősen nőtt az egyesület tagsága, bővültek a tagkártyához kapcsolódó kedvezmények, megnövekedett az egyesület adománygyűjtő tevékenysége, és a NOE több országos jelentőségű programmal gazdagodott.
Az Európai Parlament, az IFFD és a Polgári Magyarországért Alapítvány is díjjal ismerte el az egyesület tevékenységét.
A NOE-díj mellett munkájáért 2014-ben Magyar Arany Érdemkereszt állami kitüntetésben részesült. 2018 májusában a családvédelem területén kifejtett kiemelkedő szakmai tevékenységéért Pro Familiis-díjban, 2024-ben kiemelkedő színvonalú munkája elismeréseként A Magyar Érdemrend tisztikeresztje polgári tagozat kitüntetésben részesült. 
Lelkes túrázó, teljesítette az Országos Kéktúra mind az 1169 kilométerét, és zászlós zarándokként végigjárta a „magyar El Camino” út 340 km hosszú útját is.
Élete jelentős részében közösségekért dolgozott: kezelt válságot, 1500-2000 önkéntessel dolgozott együtt a közös ügyért. A Nagycsaládosok Országos Egyesületében több, mint nyolcvanötezer ember érdekeit képviselhette.
Elkötelezett a kitűzött célok elérésében, nem hárítja el a felelősséget, nem éri be félmegoldásokkal.